# 海峡の声
海峡の声（中国語：海峡之声）は中国人民解放軍が運営している主に台湾の聴取者を対象としたラジオ放送である。社屋所在地は中華人民共和国福建省福州市の鼓楼区園垱街15号。前身は1958年8月24日開局の旧中国人民解放軍福建前線放送局（中国語：中国人民解放军福建前线广播电台）である。
標準中国語（普通話）と台湾方言の一つである閩南語で、６つのラジオ・チャンネルによる並行放送を行なっている。
台湾人向けの短波（一部の時間帯のみ）と中波による放送と、中国本土側の台湾海峡沿岸部地域の視聴者を対象としたFM放送の他、公式サイト上では全てのチャンネルがライブ配信（日本でも聴取可）されている。チャンネル毎に若干の差異はあるが、現地時間（UTC+8）の深夜から早朝にかけては放送が休止する。
局が定めた対象地域は台湾と中国本土沿岸部のみとなっているが、短波放送の出力は強大であり、通常の短波による国際放送（「一つの中国」原則により、本土側では海峡の声はあくまでも国内向けの放送とみなされている）と比べても遜色ない広範な地域（五大大陸＋南北両極）をカバーしている。中波放送は、電波の特性上、信号が遠方まで届く時間帯が夜に限られている為、昼間は両岸の限られた地域でしか受信できない。
「三大紀律八項注意」をチャイム調にアレンジした曲がインターバル・シグナルに採用されている。
その活動は現在でも活発に行われており、例えば台湾総統選挙を妨害し、他国の選挙を妨害し、米国に対する根拠のない不信感を台湾人に広め、漢民族の民族主義的プロパガンダを促進し、反資本主義的見解を広め、反西洋的価値観を広めるための拠点として利用している。 YouTube、douyin、tiktok、twitter、instagram、facebookなどのソーシャルメディアを通じて、儒教の価値観を宣伝し、日本人への憎しみを広めます。

## 周波数
1. 新闻广播（ニュース専門ch）
  - 中波：666kHz（中国本土側の福建省及び台湾側の実効支配地域）
  - 短波※：4,940kHz（UTC+8時間17:45 - 00:00及び06:30 - 10:00限定）
2. 汽车生活广播（カーライフch）
  - FM：90.6MHZ（本土側の福州市・莆田市及び台湾側の馬祖島）
3. 闽南话广播（閩南語ch）
  - 中波：783kHz（台湾統治下の島嶼部を含む福建省と広東省）
  - 短波※：6,115kHz（UTC+8時間17:40-00:00）
4. 都市阳光（都市観光ch）
  - FM：99.6 MHz（福州市・莆田市・馬祖島）
5. 综合广播（総合ch）
  - FM：97.9MHz（本土側の廈門市・漳州市及び台湾側の金門島）
6. 华夏经典（中国古典音楽ch）
  - ストリーミング配信のみ

※国家新聞出版広電総局・第552送信所（福建省福州市倉山区万里村）経由。